# Anna Tsygankova
Anna Tsygankova (Анна Цыганкова) (Novosibirsk, 1979) is een Russisch balletdanseres. Na perioden bij het Bolsjoj- en het Hongaars Nationaal Ballet trad zij in 2007 toe tot Het Nationale Ballet, waar zij Eerste solist is.

## Biografie
Tsygankova werd geboren in Novosibirsk (Siberië) en heeft een jongere zus Sofia en broer Daniil. Zij doorliep de opleidingen van de Balletacademie van Novosibirsk en de Académie de Danse Classique Princesse Grace in Monte Carlo. Zij studeerde ook piano, maar gaf uiteindelijk voorrang aan een balletloopbaan. Privé speelt zij nog wel piano.
Tijdens de zeven jaar waarin Tsygankova verbonden was aan het Bolsjojballet in Moskou, werd zij gecoacht door Raisa Stroetsjkova.
In 2004 stapte zij over naar het Hongaars Nationaal Ballet in Boedapest. Daar vertolkte zij onder meer:
- Odette/Odile in Het zwanenmeer
- Clara in De notenkraker
- Julia in Romeo en Julia
- Katharina in De getemde feeks

In 2007 verhuisde zij naar Amsterdam, waar zij door Het Nationale Ballet werd aangenomen als Eerste solist.

## Werk
Tsygankova's repertoire omvat zowel solorollen in verscheidene klassieke balletten, waaronder La Bayadère, Het zwanenmeer, Giselle en Don Quichot, als rollen in neoklassieke en hedendaagse balletten door George Balanchine, William Forsythe, Hans van Manen en Wayne Eagling. Zij deed wereldwijd gastoptredens bij gezelschappen zoals het Wiener Staatsballett en het operatheater van Rome.
Bij Het Nationale Ballet vertolkte zij onder meer de volgende solistenrollen:
- Voorbij gegaan, een "Pas de deux" van choreograaf Rudi van Dantzig, met Jozef Varga aan haar zijde[7]
- Duet van choreograaf Christopher Wheeldon en "Grand Pas" uit Paquita van choreograaf Joseph Mazilier, bij het afscheid van Larisa Lezjnina[8]
- In light and shadow van choreograaf Krzysztof Pastor (met Jozef Varga) en A million kisses to my skin van choreograaf David Dawson[9]
- La Dame aux Camélias van choreograaf John Neumeier, gedanst met James Stout[10]
- Concerto Concordia van choreograaf Christopher Wheeldon, in een duet met Jozef Varga[11]
- het duet Twilight, door Hans van Manen geschreven voor Alexandra Radius[12]
- de titelrol van Margarethe Zelle in Mata Hari, een choreografie van Ted Brandsen[13]

## Prijzen
- In 2008, een jaar na haar aantreden bij Het Nationale Ballet, won zij de Alexandra Radiusprijs.[6]
- In april 2014 won zij de Grand Prix of the Dance Open Festival 2014 in Sint-Petersburg.[14][15] Zij won de prijs voor haar uitvoering van de "Pas de deux" uit de Delibes suite van choreograaf José Martinez, gedanst met Matthew Golding aan haar zijde.[6]
- In april 2016, nogmaals op het Dance Open Festival in Sint-Petersburg, werd zij uitgeroepen tot Ms Expressivity, op grond van haar uitvoering van de "Pas de deux" uit Mata Hari, gedanst met Artur Shesterikov.[16]
- Op 7 oktober 2016 ontving zij tijdens de opening van de Nederlandse Dansdagen de Zwaan voor de meest indrukwekkende dansprestatie, voor haar titelrol in Mata Hari.[17]
- Op 13 november 2017 ontving zij bij aanvang van het Nederlands Balletgala de Prijs van verdienste van de Stichting Dansersfonds '79.[18][19]
- Het Britse danstijdschrift Dance Europe riep haar in datzelfde jaar uit tot 'Best dancer of the year'.[20]

### Nominaties
- 2010 – Zwaan-nominatie voor haar vertolking van Kitri in Don Quichot
- 2013 – Prix Benois de la Danse-nominatie voor haar titelrol in Cinderella, in de bewerking van Christopher Wheeldon